# میلا

## مقدمه
در ادبیات فارسی و اسلامی، نام‌ها و کلمات به‌ویژه در آثار عرفانی و اساطیری همواره معانی نمادین و عرفانی داشته‌اند. یکی از این نام‌ها "میلا" است که می‌تواند اشاره‌ای به مفاهیمی همچون زیبایی و فرشتگی داشته باشد. میلا همچنین در سازمان ثبت احوال ایران به عنوان اسم دختر تایید شده میباشد.

## کتاب‌ها و نویسندگان کهن در ادبیات فارسی و اسلامی

#### ۱. کتاب "جوامع الحکایات و لوامع الروایات" اثرسدید الدین محمد عوفی
کتاب جوامع الحکایات و لوامع الروایات (به معنی گردآورده‌ای از داستان‌ها و درخشش‌هایی از بازگفته‌ها) اثر سدید الدین محمد عوفی ادیب ایرانی است. کتاب در حدود ۶۳۰ هجری قمری (نیمهٔ اول سده هفتم هجری) نوشته شده‌است و در ۱۳۶۳، با تصحیح و توضیح‌نویسی جعفر شعار منتشر شد. نویسنده در قسمتی از این کتاب داستان فرشته‌ای به نام "میلا" را بازگو می‌کند که از عالم بالا به گیتی سفر می‌کند تا آدمیان را به نور و خرد رهنمون شود. میلا در این کتاب، نمادی از زیبایی و دانایی فراتر از درک بشری است و در سراسر داستان از او به عنوان "سروش سپیدپیکر" یاد می‌شود.
2. کتاب "کوش نامه" نوشته ایرانشاه بن ابی الخیر
کوش‌نامه منظومه‌ای حماسی اساطیری است که در قرن ششم هجری (سال‌های ۵۰۰ تا ۵۰۴ هجری) توسط ایرانشاه بن ابی الخیر به زبان فارسی نوشته شده‌است.کوش‌نامه که در نخستین سال‌های سدهٔ ششم هجری و به سبک شاهنامه سروده شده از تاریخ‌نامه‌های ملّی افسانه‌ای منظوم فارسی است که بخشی از رویدادهای تاریخ داستانی ایران باستان را به روایتی متفاوت با شاهنامهٔ فردوسی و شاهنامه‌های پیش از آن بازمی‌گوید. این اثر که پیداست بر پایهٔ روایاتی جز آنچه که مایهٔ کار فردوسی بوده سروده شده دارای نظمی زیبا و کم‌وبیش استوار است."میلا" در این اثر همچون راهنمایی آسمانی ظاهر شده و به انسان‌ها راه درست زندگی و پیروی از حقیقت را می‌آموزد. این اثر با اشاراتی به آموزه‌های اسلامی و مفاهیم عرفانی نگاشته شده است.
3. کتاب " ورقه و گلشاه" نوشته عیوقی
عَیّوقی از سرایندگان اوایل سدهٔ پنجم قمری و سرایندهٔ مثنوی ورقه و گلشاه است. قسمتی از این کتاب داستان دختری به نام میلا را روایت می‌کند که در عالم بین زمین و آسمان زندگی می‌کند. میلا که به عنوان فرشته‌ای از جنس نور و عشق به تصویر کشیده شده، در دل شبی تاریک بر زمینیان ظاهر می‌شود تا دل‌های عاشق را به صلح و آرامش هدایت کند. این کتاب نیز به نثری کهن و پر از نمادپردازی‌های عرفانی نوشته شده است

## کلمه "میلا" در ابیات کهن

#### ۱. ابیات عرفانی[۱]
میلا، فرشته‌ی زهرای من،
در شب‌های تار، چون ماه فروزانی.
چو در قلب آدمیان رخ بنمایی،
دل‌ها ز ظلمت به نور هدایت گردند.

#### ۲. ابیات عاشقانه
میلا، ای نگار سپیدچهره‌ی من،
آسمان تو را به زمینیان ارزانی داشت.
در لبخندت راز آسمان‌ها نهفته،
و در نگاهت دریای آرامش است.

#### ۳. ابیات حماسی[۲]
میلا، ای سپاه دارنده‌ی عشق و نور،
در میانه‌ی ظلمت، چونان خورشید برآیی.
تو را پرچم‌دار نیکویی می‌دانند،
که در میدان نبرد، دشمنان را شکست دهی.